# عشق نفسانیت صمیمیت: بهترین آهنگ‌ها
عشق نفسانیت صمیمیت: بهترین آهنگ‌ها (به انگلیسی: Love Sensuality Devotion: The Greatest Hits) آلبومی محصول سال ۲۰۰۱، با فروش چند میلیونی و آلبومی تلفیقی از پروژهٔ موسیقی انیگما است. این آلبوم هم‌زمان با عرضهٔ آلبوم عشق نفس‌گرایی صمیمیت: مجموعه بازآمیخته پایانی را برای اولین فصل انیگما رقم زدند. این آلبوم، شامل بیشتر تک آهنگها و آهنگ‌های انیگما از سال ۱۹۹۰ تا سال ۲۰۰۱ است.
این آلیوم شامل ۳ ترانه از آلبوم نخست، ام‌سی‌ام‌اکس‌سی ای.دی. و ۴ ترانه از آلبوم صلیب تغییرات، ۴ ترانه از آلبوم شاه مرده‌است، زنده باد شاه!، ۵ ترانه از آلبوم صفحه پشت آینه، و همچنین شامل یک تک‌آهنگ جدید «دور بزن» و مقدمهٔ آن «The Landing» است.
از جملهٔ تک‌آهنگ‌های شاخصی که در این آلبوم تلفیقی حضور نداشتند، می‌توان از «رودخانه‌های ایمان» و «بیرون‌آمده از اعماق» و «چشمان حقیقت» نام برد.
از این آلبوم، تک‌آهنگ «سادی (بخش اول)» به درجهٔ pپلاتین و تک‌آهنگ «بازگشت به معصومیت» به درجهٔ طلا رسید.

## فهرست آهنگ‌ها
1. «The Landing» - (مایکل کرتو) - ۱:۰۴
2. «Turn Around» - (کرتو، جنز گد) - ۳:۵۱
3. «Gravity of Love» - (کرتو) - ۳:۵۹
4. «T.N.T. for the Brain» - (کرتو) - ۵:۱۸
5. «Modern Crusaders» - (کرتو) - ۳:۵۳
6. «Shadows in Silence» - (کرتو) - ۴:۱۹
7. «Return to Innocence» - (کرلی ام. سی) - ۴:۱۵
8. «I Love You … I'll Kill You» - (کرلی، دیوید فرستین) - ۸:۰۱
9. «Principles of Lust» - (کرلی) - ۳:۰۸
10. «Sadeness (قسمت اول)» - (کرلی، اف. گروجریان) - ۴:۱۵
11. «Silence Must be Heard» - (کرتو، گد) - ۴:۴۶
12. «Smell of Desire» - (کرلی، فرستین) - ۴:۳۲
13. «Mea Culpa» - (کرلی، فرستین) - ۴:۳۱
14. «Push the Limits» - (کرتو، گد) - ۳:۴۸
15. «Beyond the Invisible» - (کرتو، فرستین) - ۴:۵۰
16. «Age of Loneliness» - (کرلی) - ۴:۱۰
17. «Morphing Thru Time» - (کرتو) - ۵:۲۶
18. «The Cross of Changes» - (کرتو) - ۲:۱۵

## جدول آماری
| مناطق دنیا            | رتبه |
| --------------------- | ---- |
| یونان                 | ۱    |
| پرتغال                | ۲    |
| آلمان                 | ۴    |
| زلاندنو               | ۵    |
| نروِژ                  | ۶    |
| هنگ گنگ               | ۶    |
| اروپا                 | ۷    |
| دانمارک               | ۹    |
| هلند                  | ۱۰   |
| اتریش                 | ۱۰   |
| فرانسه                | ۱۱   |
| سوئد                  | ۱۱   |
| مجارستان              | ۱۱   |
| تایلند                | ۱۱   |
| سوئیس                 | ۱۳   |
| ایتالیا               | ۱۹   |
| بلژیک                 | ۲۰   |
| اسپانیا               | ۲۱   |
| کانادا                | ۲۴   |
| USA Billboard Top 200 | ۲۹   |
| بریتانیا              | ۲۹   |
| ژاپن                  | ۳۱   |
| جمهوری چک             | ۴۴   |
| ایرلند                | ۴۷   |

آلبوم - مجلهٔ Billboard (آمریکای شمالی)
| سال  | مناطق دنیا          | موقعیت |
| ---- | ------------------- | ------ |
| ۲۰۰۱ | The Billboard 200   | ۲۹     |
| ۲۰۰۱ | Top Internet Albums | ۱۵     |